# Union Pacific Big Boy
Класс 4000 дороги Union Pacific Railroad, более известный как Big Boy (рус. «Большой мальчик») — серия сочленённых паровозов типа 2-4-0+0-4-2 (система «простой Малле»), строившихся в 1941—1944 гг. на североамериканском заводе ALCO, под руководством главного конструктора Отто Джейбелмена (Otto Jabelmann). Были созданы на основе конструкции паровозов Challenger типа 2-3-0+0-3-2 и предназначались для вождения тяжёлых грузовых поездов через хребет Уосатч (Скалистые горы). Первоначальное обозначение паровозов было Класс 4000 (Class 4000, так как их нумерация начиналась с № 4000), однако в мире они более известны как Big Boy — именно такое название написал мелом на одном из первых паровозов серии неизвестный работник завода. Впоследствии это прозвище прочно закрепилось за паровозами данной серии, что, впрочем, соответствует их огромным размерам.
Паровозы Big Boy являются самыми крупными серийными паровозами мира (длина паровоза с тендером — 132 фута 9¼ дюйма, или 40,47 метра) и вторыми по величине в истории мирового паровозостроения (после опытного паровоза PRR S1), а также самыми тяжёлыми локомотивами в мире (служебная масса паровоза с полностью заправленным тендером, включающим 28 т угля и 90 т воды —  1 208 000 фунтов, или 548,3 тонны).

## Эксплуатация
Послевоенный рост цены на уголь, а также большая эффективность тепловозов и электровозов предопределили ограниченный срок эксплуатации паровозов Big Boy. Тем не менее, они использовались до 1963 года и стали одними из последних паровозов, снятых с эксплуатации на линейных перевозках в США.

## Сохранившиеся паровозы
Ввиду высокой известности Big Boy после их исключения из парка дороги в 1959 году любителями были предприняты попытки сохранить эти паровозы. 
В настоящее время из 25 построенных паровозов сохранилось восемь, все они являются экспонатами железнодорожных музеев и один (номер 4014) был восстановлен до рабочего состояния.
- № 4004 — Шайенн (Вайоминг);
- № 4005 — Денвер (Колорадо);
- № 4006 — Сент-Луис (Миссури) — из всех паровозов серии имеет наибольший пробег: 1,7 млн. км.
- № 4012 — Скрентон (Пенсильвания)
- № 4014 — Шайенн (Вайоминг)  — с ноября 2013 по май 2019 проходил реставрацию до ходового состояния, водит туристические поезда[3][4].
- № 4017 — Грин-Бей (Висконсин)
- № 4018 — Даллас (Техас)
- № 4023 — Омаха (Небраска)

При этом стоит иметь в виду что на сегодняшний день в США имеется всего два поворотных круга, способных развернуть этого гиганта, причём оба круга находятся всего в нескольких километрах друг от друга и есть ещё одна немаловажная причина: в США сейчас действуют очень жёсткие стандарты по выбросам в атмосферу и мощные локомотивы на угле практически не имеют шансов.

## В культуре
В моделизме
Модели Big Boy достаточно популярны у многих производителей. Их выпускают фирмы Athearn, Bowser, Precision Craft Models, Revell, Rivarossi-Hornby. Также эксклюзивную цельнометаллическую модель паровоза Big Boy выпускает фирма Märklin.
В компьютерных играх
В железнодорожном симуляторе Trainz присутствует паровоз Big Boy № 4006, который смоделирован достаточно достоверно, хотя игроку предлагается единственное задание, связанное с этим паровозом — суметь тронуться с тяжёлым составом на крутом уклоне. Однако существует дополнение к игре, где игроку предлагается достаточно длительное по времени задание по проводке паровозом Big Boy тяжёлого поезда массой свыше 3000 т через перевал Марайас.
Паровозы Big Boy появляются в экономическом симуляторе Railroad Tycoon 3 и симуляторе железнодорожного макетирования Eisenbahn.exe Professional 4 (EEP 4).
Паровоз под номером 4014 был добавлен в мод Immersive Railroading для игры Minecraft: Java Edition.